# Pelecinellidae
Die Pelecinellidae bilden eine Hautflüglerfamilie innerhalb der Überfamilie der Erzwespen (Chalcidoidea).

## Taxonomie
Der US-amerikanische Entomologe William Harris Ashmead führte im Jahr 1895 die Unterfamilie Pelecinellinae innerhalb der Pteromalidae ein. Die Typusgattung war Pelecinella Westwood, 1868. Weiterhin wurde die Unterfamilie Leptofoeninae von Anton Handlirsch 1925 eingeführt. Deren Typusgattung war Leptofoenus Smith, 1862. Die beiden Typus-Gattungen und Unterfamilien wurden synonymisiert.
Burks et al. führten 2022 aufgrund molekularbiologischer und morphologischer Studien eine Aufspaltung und Umgliederung der Pteromalidae durch. Im Rahmen dieser Revision wurde die Unterfamilie aus den Pteromalidae ausgegliedert und in den Familienrang erhoben. Da die Pelecinellinae das ältere Synonym bilden, leiteten Burks et al. (2022) von deren Namen den neuen Familiennamen ab. Die Nefoeninae wurden ebenfalls aus den Pteromalidae ausgegliedert und in die neu geschaffene Familie Pelecinellidae verschoben. Die Familie Pelecinellidae umfasste nach der Revision 3 Gattungen in 2 Unterfamilien.

## Merkmale
Burks et al. (2022) beschreiben die Familie Pelecinellidae anhand folgender morphologischer Eigenschaften: Die Fühler weisen 11 Geißelglieder auf. Der Clypeus ist ohne einer quer gerichteten subapikalen Furche. Die Mandibeln besitzen 3 Zähne oder sie weisen einen breiten apikalen Stumpf auf. Die subforaminale Brücke ist mit postgenaler Brücke. Der mesopleurale Bereich ist ohne ein erweitertes Acropleuron. Das Mesepimeron reicht über den Vorderrand des Metapleurons. Alle Beine haben 5-gliedrige Tarsen. Der protibiale Sporn ist kräftig und gebogen. Der basitarsale Kamm ist längs gerichtet. Die Erzwespen besitzen einen verlängerten Petiolus. Dieser hat an den Seiten jeweils eine Borstenreihe.

## Lebensweise
Über die Lebensweise der Pelecinellidae ist noch wenig bekannt. Für Doddifoenus burksi wurde als Wirt eine Käferlarve aus der Familie der Bockkäfer identifiziert. Vermutlich sind alle Pelecinellidae Parasitoide holzbohrender Käferlarven.

## Innere Systematik
Nach Burks et al. (2022) sind die Pelecinellidae folgendermaßen gegliedert:
- Nefoeninae
  - Nefoenus Pelecinellidae, 1988 – 1 Art (N. pilosus); Australien
- Pelecinellinae
  - Doddifoenus Bouče, 1988 – 4 Arten;[2] Australien, Indien, Laos, Papua-Neuguinea, Thailand
  - Leptofoenus Smith, 1862 – 6 Arten, davon eine fossile Art; Neotropis (einschließlich Mexiko)

Leptofoenus pittfieldae ist eine fossile Art, die in Bernstein aus dem frühen Miozän stammend in der Dominikanischen Republik gefunden wurde.